# Diễn Trường
Diễn Trường là một xã thuộc huyện Diễn Châu, tỉnh Nghệ An, Việt Nam.
Xã có diện tích 8,9 km², dân số năm 1999 là 9.712 người, mật độ dân số đạt 1.091 người/km².

## Lịch Sử - Địa Lý
Căn cứ nghị định số 130-CP ngày 29-9-1961 và các quyết định bổ sung của Hội đồng Chính phủ quy định nhiệm vụ, quyền hạn và tổ chức bộ máy của Bộ Nội vụ;
Căn cứ quyết định số 56-CP ngày 24-4-1963 của Hội đồng Chính phủ ủy nhiệm cho Bộ Nội vụ phê chuẩn sự phân vạch địa giới có liên quan đến các đơn vị hành chính xã và thị trấn;
Theo đề nghị của Ủy ban hành chính tỉnh Nghệ-an.
Quyet-dinh268-NV-1969
Đưa thôn Đồng yên; Hoàng la thuộc xã Diễn hoàng về xã Diễn Trường gọi tên mới là thôn Trường Thành (thôn 15). Và chia lại thành tổng cộng là 15 thôn.
Sau này được phân chia lại thành 20 thôn xóm như sau:
Tách thôn 15 thành lập xóm 15 và 16
Tách thôn 14 thành lập xóm 14 và 17
Tách thôn 5 thành lập xóm 5 và 18
Tách thôn 1 thành Xóm 1 Bắc và Xóm 1 Nam.
Tách thôn 9 thành Xóm 9 Bắc và Xóm 9 Nam.
Năm 2019 sát nhập từ 18 thôn xóm xuống còn 9 thôn xóm. Các xóm còn lại giữ nguyên không đổi.

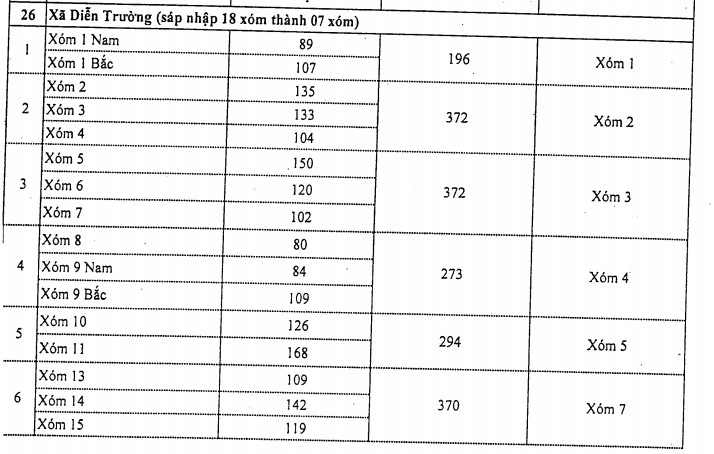

## Doanh Nhân
- Chu Phúc Cổn[4] Quan Nhà Lê trung hưng, quê ở xóm 18 diễn trường diễn châu Nghệ An,Đền Thờ Tướng Chu Phúc Cổn Họ Chu Đại Tôn Diễn Trường Được Chủ Tịch Nước Lê Đức Anh Tặng Huân Chương Kháng Chiến Hạng Nhất.